# Xian autonome dong de Tongdao
Le xian autonome dong de Tongdao (通道侗族自治县 ; pinyin : Tōngdào dòngzú Zìzhìxiàn) est un district administratif de la province du Hunan en Chine. Il est placé sous la juridiction de la ville-préfecture de Huaihua.

## Démographie
La population du district était de 215 296 habitants en 1999.